# DNA 회전효소

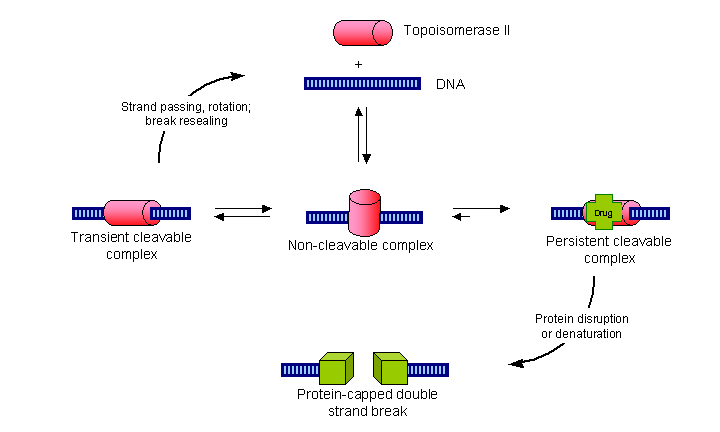
DNA 회전효소의 작용

DNA 회전효소(토포이소머레이즈, 국소이성질화효소, 국소이성화효소, topoisomerase)는 DNA 전사나 복제 과정에서, 이중나선이 풀리는 복제 분기점 앞에서 주형가닥의 꼬임을 완화시킨다. 

## 기능
복제 과정에서 DNA의 꼬임은 특유의 이중나선 구조때문에 발생한다. DNA 특유의 나선구조는 DNA를 안정하게 유지시킨다. 하지만, 복제와 전사가 일어날 때 이 특유의 꼬임이 진행 과정을 방해한다. 
DNA 회전효소는 이런 과도한 꼬임을 완화하기 위하여 복제 분기점 앞에서 DNA의 인산 결합을 절단하고 회전시킨다. 이 과정에서 과도한 꼬임이 풀리며, 절단된 DNA도 재결합된다.

## 종류
DNA 회전효소는 DNA에 결합해서 DNA 골격(backbone)을 절단하는데, 작용기전에 따라 제I형과 제II형으로 나눈다.
- 제I형 DNA 회전효소는 DNA 이중가닥 중 한 가닥을 절단한 후에, 절단부위로 끊어진 가닥이 통과하고 다시 절단부위를 결합하는 기능을 가지고 있다.
- 제II형 DNA 회전효소는 I형과 거의 동일하지만, DNA 이중가닥의 두 가닥 모두를 절단하며, ATP를 사용한다. 따라서 DNA복제와 RNA전사에서 나선효소(helicase, 헬리케이즈)에 의해 생기는 초나선DNA의 꼬임을 이완시키는 역할을 담당할 수 있다.

## 원리
국소이성질화효소는 DNA를 절단하고 잘려진 가닥을 재결합시켜야 한다. 이때 효소 단백질 활성부위의 특정 티이로신(tyrosine)잔기는 공유결합의 중간체로 활용이 된다. 즉, 효소 활성부위의 티로신잔기가 표적 DNA 골격의 인산다이에스터(phosphodiester) 결합을 공격하여 DNA를 절단하고, 효소와 잘려진 DNA의 한쪽 말단은 인산-티로신(phospho-tyrosine)결합을 통해 연결된다. 
DNA의 연결되지 않은 다른 한 쪽 말단은 자유로운 3’-OH를 갖는데, 끊어진 DNA 가닥 사이로 다른 가닥이 통과하고 나면 이 3’-OH가 효소와 DNA가 연결된 인산-타이로신 결합을 다시 공격하여 DNA끼리의 재결합이 이루어진다. 
각각 절단하는 가닥 수에 의해 제I형의 경우는 위의 반응을 한 번, 제II형은 두 번 진행하게 된다. 제II형 국소이성질화효소 활성에는 ATP가 추가적으로 필요한 이유는 복잡한 효소 반응을 촉진하기 위해 효소 단백질 자체의 구조변형을 해야 하기 때문이다.

## 같이 보기
- 핵산 분해 효소
- DNA 자이레이스
- 슈퍼코일
- 캠밸 생명과학 9판 출판사: (주)바이오사이언스출판 저자: Jane B. Reece/대표역자:전상학 ISBN: 9788992709651